# Козиці-Дольні
Козиці-Дольні (пол. Kozice Dolne) — село в Польщі, у гміні П'яскі Свідницького повіту Люблінського воєводства.
Населення — 217 осіб (2011).

## Демографія
Демографічна структура станом на 31 березня 2011 року:
|          | Загалом | Допрацездатний вік | Працездатний вік | Постпрацездатний вік |
| -------- | ------- | ------------------ | ---------------- | -------------------- |
| Чоловіки | 105     | 23                 | 69               | 13                   |
| Жінки    | 112     | 25                 | 62               | 25                   |
| Разом    | 217     | 48                 | 131              | 38                   |